# La gran jugada
La gran jugada (títol original en anglès, The Pineville Heist) és una pel·lícula d'acció canadenca del 2016 dirigida per Lee Chambers, que va escriure el guió amb Todd Gordon el 2011. S'ha doblat i subtitulat al català.
La pel·lícula se centra en l’adolescent Aaron Stevens, qui es veu involucrat en les conseqüències d’un robatori bancari fallit. Enmig del caos, aconsegueix fugir amb els diners sostrets i es dirigeix al lloc més proper i familiar per a ell: el seu institut. Espantat per la situació, confia en la seva professora, Amanda Becker, a qui explica els esdeveniments viscuts. No obstant això, la seva seguretat es veu amenaçada quan un dels lladres apareix a l’escena, posant en perill tant l’Aaron com els qui l’envolten.